# Dusona rufovariata
Dusona rufovariata är en stekelart som beskrevs av Horstmann 2004. Dusona rufovariata ingår i släktet Dusona och familjen brokparasitsteklar. Inga underarter finns listade i Catalogue of Life.